# Xã Whiting, Quận Jackson, Kansas
Xã Whiting (tiếng Anh: Whiting Township) là một xã thuộc quận Jackson, tiểu bang Kansas, Hoa Kỳ. Năm 2010, dân số của xã này là 336 người.